# 马塔武埃纳
马塔武埃纳，是西班牙卡斯蒂利亚-莱昂塞戈维亚省的一个市镇。 总面积21平方公里，总人口243人（2001年），人口密度12人/平方公里。